# Lách tách mày trắng
Fulvetta vinipectus là một loài chim trong họ Sylviidae. Dãi phân bố của chúng qua tiểu lục địa Ấn Độ và Đông Nam Á, nó là loài đặc hữu của Bhutan, Ấn Độ, Myanmar, Nepal, Thái Lan và Việt Nam. Môi trường sống tự nhiên của nó là các khu rừng ôn đới.